# Oltretomba (fumetto)
Oltretomba è una serie a fumetti di genere horror erotico creata nel 1971 da Giorgio Cavedon e Renzo Barbieri ed edita dalla Ediperiodici. Tra il 1971 e il 1972, il sodalizio tra i due editori si compromette e, alla fine dell’anno, l’audace coppia delle Edizioni ErreGi, sulla breccia dal 1967, si separa. Barbieri cede la sua quota di società all’ex socio e, a partire dal gennaio 1973, la ErreGi, con tutte le sue collane, viene assorbita dalla Ediperiodici, fondata nell’estate del 1971, che resta di proprietà del solo Cavedon. Pubblicata per 300 numeri, Oltretomba è una delle più famose e longeve collane antologiche a fumetti di genere horror. Iinizialmente la componente erotica era flebile e appena accennata ma, con l'avvento delle VHS a luci rosse, vira verso la pornografia esplicita nei numeri pubblicati negli anni ottanta.
In oltre vent'anni, fra serie regolare e supplementi verranno pubblicate oltre 500 storie inedite; il successo negli anni settanta fu tale da fare pubblicare la serie anche in Francia, Spagna, Portogallo, Olanda, Germania, Brasile e Grecia. 

## Storia editoriale
La serie venne pubblicata dal 1971 al 1989 dalla Ediperiodici per 300 numeri presentando storie disegnate da autori italiani e spagnoli. 
A partire dal n° 249 il logo della serie viene modificato con l'aggiunta di un teschio bianco e la scritta "nuova serie". 
Oltre alla serie regolare vengono pubblicati nove supplementi fuori serie e altre due serie di storie inedite:
- Oltretomba Colore (80 volumi da novembre 1972 ad agosto 1979);[3]
- Oltretomba Gigante (115 volumi da giugno 1973 a gennaio 1983);[4]

La serie venne parzialmente ristampata fra gli anni settanta e novanta in tre collane:
- I Capolavori di Oltretomba (9 volumi da novembre 1978 a febbraio 1980, ristampa di Oltretomba Colore);[5]
- Oltretomba Collezione: (83 volumi da gennaio 1977 a dicembre 1983, ristampa di Oltretomba);[6]
- Oltretomba - Nuova serie (19 volumi da giugno 1990 a dicembre 1993).[7]

## Altre Ristampe
- Nel 2021 la Editoriale Cosmo ha proposto un Volume dedicato ad Oltretomba nell'ambito della Collana I Classici dell'Erotismo Italiano (il Numero 11), costituito da due Episodi, scelti fra i migliori della serie, entrambi realizzati graficamente da Ferdinando Tacconi, dal titolo La casa degli scheletri e La vendetta di Alboino[8].
- Nel Giugno 2024 la Edizioni IF propone una ristampa delle storie migliori una serie trimestrale dal titolo Oltretomba Poker, con 4 Episodi a tema[9].

## Altri media
Cinema
- Nel 2010 il regista Domiziano Cristopharo ha realizzato il film Bloody Sin dedicato alla serie. Il film non riprende nessun albo in particolare ma si ispira alle atmosfere della serie e vede nel cast Venantino Venantini, Maria Rosaria Omaggio, Ruggero Deodato, Francesco Venditti, Elda Alvigini, Daniel Baldock, Dallas Walker, Nancy De Lucia e la porno star Roberta Gemma.[10]

- Nel 2016 i registi Roberto Albanesi e Lorenzo Lepori hanno realizzato il film Catacomba dedicato alla serie.

## Elenco albi
1. I morti viventi (Sergio Rosi)
2. L'orrenda maschera (Studio Rosi)
3. La succhiatrice di sangue (Sergio Rosi)
4. Il necrofilo (G. Montanari)
5. La casa degli scheletri (F. Tacconi)
6. La vendetta dei Druidi (I. Pavone)
7. Cuore di cane (F. Tacconi)
8. Maledetti da Dio (A. Bonato)
9. Il teschio di Rasputin (V. Missaglia)
10. Lo strangolatore di Soho
11. Tragico segreto (S. Fenzo)
12. La bara della bambola (Studio Rosi)
13. La note degli orrori (A. Bonato)
14. Requiescant in pace (S. Micheloni)
15. Le statue morte (Sergio Montipò)
16. Il mulino maledetto (F. Tacconi)
17. La droga dei cadaveri (G. Montanari)
18. È la notte di Matilda (Sergio Montipò)
19. La cancrena verde (S. Micheloni)
20. Delitto e castigo (F. Tacconi)
21. La lunga agonia di Patty (U. Sammarini)
22. La vendetta di Alboino (F. Tacconi)
23. La quadriglia infernale (Malvesy)
24. Le voci del cimitero di Kebek (T. Marchioro)
25. Orgia di sangue (C. Zuffi)
26. La figlia dei lupi E. Dell'Acqua)
27. I bianchi seni della maimuna (S. Micheloni)
28. La sultana infernale (F. Tacconi)
29. La fredda carezza (S. Fenzo)
30. Roberto il diavolo (Malvesy)
31. Lo scrigno dei maccabei (Malvesy)
32. La vendetta del maligno (Malvesy)
33. Tre zombi per una vergine (Segrelles)
34. Il passo del demonio (T. Marchioro)
35. La vendetta dei globi di fuoco (V. De La Fuente)
36. Resurrezione (Flores Thies)
37. Il terribile odore di Satana (J. Pena)
38. L'idrofoba (Azpiri)
39. L'orrendo intestino (S. Micheloni)
40. Cadavere chiama cadavere (J. Pena)
41. Il cammino delle streghe (O. Benni)
42. Gli alberi sognanti (J. Pena)
43. L'esercito dei morti (Malvesy)
44. Lo spettro di Robespierre
45. Sotto il segno del vampirus (Azpiri)
46. Il ritratto che uccide (Studio Rosi)
47. Il diavolo non paga il sabato (J. Pena)
48. La chiave maledetta ( R.R.)
49. Papé satan aleppe (V. De La Fuente)
50. Le rosse pupille di Hilde (Bellalta)
51. Dal ventre della morte (G. Pinto)
52. Il segreto del labirinto (Azpiri)
53. I cavalieri dell'Apocalisse (Segrelles)
54. Firmato Satana
55. In caso di sepoltura
56. Lo stupro gemellare (J. Pena)
57. Tam tam per uno schiavista (Segrelles)
58. Le tragiche notti della candelora (F. Verola)
59. Autoritratto di morte
60. Torquemada '70
61. Gli immortali di Stonehenge (J. Pena)
62. I fantasmi assassini
63. Polvere sei, zombi diventerai! (Malvesy)
64. Nebbia verde (Malvesy)
65. Madama ghigliottina (J. Pena)
66. Il prestigiatore
67. La città dei mostri
68. Il cimitero degli Apaches (F.Verola)
69. La condanna del deserto (Segrelles)
70. L'immondo regno (J. Pena)
71. Il mostro della cava di sale (V. De La Fuente)
72. Testa o morte (Segrelles)
73. Dio maledì il serpente
74. Metempsicosi
75. I marmi vaganti (Azpiri)
76. Catacombe infernali (F. Verola)
77. La maledizione dei Rochester
78. Reincarnazione (Segrelles)
79. Baby killer
80. Morbosamente (Ivo Milazzo)
81. Il gatto nero (Azpiri)
82. Il serpente a due teste (F. Verola)
83. Ioha il mostro sacro (F. Verola)
84. Addio, figli crudeli! (Nadir Quinto)
85. I sesso invasati
86. Cuore di strega (Nadir Quinto)
87. Tre passi nell'Aldilà (P. Ongaro)
88. Il vicolo misterioso
89. Hydrophobie (F. Verola)
90. Perversione (P. Ongaro)
91. La vergine della notte (Jesus Duran)
92. La sibilla cumana (Azpiri)
93. Chiari segni di lussuria (Segrelles)
94. Il pupazzo rojo (Studio Rosi)
95. L'ultima curva
96. Un grido dal mare (Aparici)
97. La mano del fantasma (Jesus Duran)
98. Il mostro della lussuria
99. Il venditore di morte (Jesus Duran)
100. La giustizia degli inferi
101. La dama bianca di Norimberga
102. Il ghigno della svastica
103. Omicidio legale (G. De Fiore/Studio Rosi)
104. Gli occhi che vedevano la morte
105. La sabbia omicida
106. Il vizio e la virtù (Pierluigi Del Mas)
107. Il letto della verginità
108. Adorabilmente gelida (Azpiri)
109. La medium delle stragi (V. Missaglia)
110. Gli amanti cannibali (F. Verola)
111. La signora di Panama (Azpiri)
112. Mors tua, vita mea (S. Micheloni)
113. La locanda della morte (S. Micheloni)
114. L'urlo di Carol
115. La miniera dei diavoli (V. Missaglia)
116. Il fiordo della lussuria (M. Cubbino)
117. Uno sbocco di sangue?
118. Nel segno della lucertola (Sergio Rosi)
119. Brividi e orgasmi
120. Amanti diabolici (Romano Mangiarano)
121. Transfert (F. Verola)
122. Le figlie della luna (F. Blanc/Studio Giolitti)
123. La schiava numida
124. Il massacratore solitario (M. Cubbino)
125. Gli alunni di Satana
126. Come nasce una strega (J. Pena)
127. L'ectoplasma coniugale (F. Blanc)
128. Cassa di prima classe (M. Cubbino)
129. Lingua di cane
130. Condanna senza fine (F.Blanc/Studio Giolitti)
131. L.s.d. (Aparici)
132. Carne fresca (L. Sorgini)
133. L'incubo (F.Blanc/Studio Giolitti)
134. Mostro nascerai (Azpiri)
135. Il sepolto vivo
136. Sangue per un crociato (Pierluigi Del Mas)
137. Il cadavere assassino (S. Micheloni)
138. Il seme del coccodrillo (F.Blanc/Studio Giolitti)
139. Delitto d'onore
140. Stregoneria (S.Romagnoli/Studio Leonetti)
141. Piacere rosso ("E. Puttades")
142. Accelera, Fred
143. Sangue giovane (Antonio Borrell)
144. Il cadavere insepolto
145. Satana minorenne (F. Blanc)
146. Bocca a bocca col cadavere
147. Sangue chiama sangue (Sergio Tuis)
148. Il profumo di Satan
149. Musica crudele (F. Blanc)
150. Il tredicesimo tocco
151. L'impuro
152. Oro e follia
153. Predestinazione ("E.nPuttades")
154. Suggestione (F. Blanc)
155. La belva del gevaudan ("Francesco" alias Xavier Musquera)
156. Vizi di famiglia ("Vagi")
157. Piante grasse (L. Sorgini)
158. Formula magica
159. Donna di picche
160. Di nome Jack. (Studio Leonetti)
161. Il sapore della vendetta (Esteban Polls)
162. Salto nelle tenebre (F. Blanc)
163. Il legionario
164. Funesti presagi (Angelo Todaro)
165. Il treno fantasma (Antonio Borrell)
166. La fattucchiera (Xavier Musquera)
167. Nel segno di Nefertis
168. Il cembalo scrivano (Juan Aparici)
169. Il grande mago
170. La moglie di tutti (V. Missaglia)
171. Spiritismo
172. Per l'onore (S. Micheloni)
173. Il vento e il morto (G. Dalla Santa)
174. Scacco matto (G. Dalla Santa)
175. In regata col diavolo? (Jesus Duran)
176. Il becchino (Xavier Musquera)
177. Razza animale (Azpiri)
178. Lo stregone abissino (Esteban Polls)
179. Manicomio criminale (Antonio Borrell)
180. Alter ego
181. Limbo (Azpiri)
182. Il gobbo (Azpiri)
183. La coyotera (G. Dalla Santa)
184. Il gatto a dieci code (J. Aparici)
185. Il segreto di Luxor
186. Barbudos
187. La Lamia (Sanchez)
188. Immonda creatura (Antonio Borrell)
189. Lo jettatore (Antonio Borrell)
190. Pornoreporter? (Studio Montanari)
191. Sinistri cigolii
192. Claustrofobia (V. Missaglia)
193. L'urlo della mandragora (Xavier Musquera)
194. Sonnambulismo (Jesus Duran)
195. Porno shop (Studio Montanari)
196. Braccio della morte (Sanchez)
197. Concerto maledetto (Xavier Musquera)
198. Occhio macabro (Pierluigi Del Mas)
199. L'eterno custode (Sanchez)
200. Alice nel paese degli orrori (J.Aparici)
201. Il fantasma di Hiroshima (V. Missaglia)
202. La figlia del vulcano (Pierluigi Del Mas)
203. Andante... solenne... con morte! (Antonio Borrell)
204. Agopuntura (Xavier Musquera)
205. Numeri fatali (Azpiri)
206. Il Mahatma
207. Fossili (Azpiri)
208. Pelle nera (V. Missaglia)
209. Mastini (G. Dalla Santa)
210. L'amica erotica (Azpiri)
211. Il bastardo (G. Dalla Santa)
212. Stillicidio (Sanchez)
213. Il teschio che ride (Vladimiro Missaglia)
214. Rose proibite (Azpiri)
215. Ghigliottina (Jesus Duran)
216. Il faro maledetto (Xavier Musquera)
217. Erede universale (Jesus Duran)
218. Foglie morte (Angelo Todaro)
219. Perle nere (Esteban Polls)
220. Il servitore della garrota (Jesus Duran)
221. Cuore di pietra
222. Delirium (Azpiri)
223. Accadde a Venezia (Sanchez)
224. Tomba prenotata
225. Atti impuri (Antonio Borrell)
226. Sindrome di donna (J. Aparici)
227. La prostituta delle tombe (Azpiri)
228. Né morto né vivo (Xavier Musquera)
229. Pesce d'aprile (J. Aparici)
230. Una mosca nel buio (Sanchez)
231. Rosso sangue
232. Gli occhi di tenebra
233. Morte programmata (Azpiri)
234. L'ombra di Jack (Xavier Musquera)
235. Il piffero parlante (Sanchez)
236. Majorettes (Jesus Duran)
237. Gatta ci cova (Esteban Polls)
238. Tarocchi
239. Malaugurio (Azpiri)
240. Vento freddo (G. Dalla Santa)
241. Preveggenza (J.bAparici)
242. Dal sonno alla morte (Jesus Duran)
243. Sanguemisto (Esteban Polls)
244. Loto d'oro (Jesus Duran)
245. Sati (Esteban Polls)
246. Violenza occulta (Jesus Duran)
247. Lupus in fabula (J. Aparici)
248. Espiazione (Xavier Musquera)
249. Tormenti infernali
250. Vizio segreto (Lorenzo Lepori)
251. Bocca muta (Pier Carlo Macchi)
252. Il patto di Janira
253. La quercia dei supplizi (Dino Simeoni)
254. Possessione spettrale (Pier Carlo Macchi)
255. Il cimitero dei peccatori
256. La regina delle tenebre (Lorenzo Lepori)
257. Nel nome della morte
258. La cripta maledetta (Dino Simeoni)
259. La notte del maleficio (Pier Carlo Macchi)
260. Il sonno dei morti
261. La dannata (S. Micheloni)
262. Fascino sepolcrale (Lorenzo Lepori)
263. La casa nella tempesta (Pier Carlo Macchi)
264. Ragnatele (Jesus Duran)
265. La Dea del Dolore (Pier Carlo Macchi)
266. Il collegio delle impiccate (Dino Simeoni)
267. Jolly (Lorenzo Lepori)
268. Satana nero (Pier Carlo Macchi)
269. La morte improvvisa (Lorenzo Lepori)
270. Profezia (Lorenzo Lepori)
271. Ossessione macabra (Staff di Iff)
272. Gli artigli della gelosia (Dino Simeoni)
273. La maledizione sepolta (Pier Carlo Macchi)
274. Offerta maligna (Dino Simeoni)
275. Stupro satanico. (Dino Simeoni)
276. La fossa degli scheletri (G. Dalla Santa)
277. L'inferno pub attendere (Emilio Cecchetto)
278. Il cacciatore di streghe (Eugenio Forte)
279. L'oscuro sadismo (Emilio Cecchetto)
280. Fluido malefico (Eugenio Forte)
281. Stato comatoso (Jesus Duran)
282. Jezabel (G. Dalla Santa)
283. L'insana passione (Dino Simeoni)
284. Magua (Xavier Musquera)
285. Sogni arabi (Eugenio Forte)
286. Guai ai folletti (Emilio Cecchetto)
287. Tragica ossessione (Dino Simeoni)
288. La figlia della morte (Pier Carlo Macchi)
289. Gelosia mortale (Eugenio Forte)
290. Il culto di Moloch (Emilio Cecchetto)
291. La stampa erotica (Xavier Musquera)
292. La caserma dei fantasmi (Staff di Iff)
293. La silfide (Eugenio Forte)
294. Il diario della morte (Pier Carlo Macchi)
295. Tragica notte (Dino Simeoni)
296. Cadaveri di cuoio (Jesus Duran)
297. La dottoressa Faust (Emilio Cecchetto)
298. Volpi umane (Vladimiro Missaglia)
299. La macchina anatomica (Aparici)
300. Stirpe di giganti (Lorenzo Lepori)

- Numero speciale n°262: "La Soffitta delle Memorie"
- Numero speciale supplemento al n°298: "Dalla neve, con furore" (Staff di Iff)
- Numero speciale doppio supplememto al n°300: "Il sangue della vergine - Satanico veneziano"
- Numero speciale doppio supplememto al n°301 (numero mai uscito): "L'olandese volante - Sangue del mio sangue"
- Supplemento "A porte chiuse" n°98: "Vietato ai viventi - Il patto"
- Supplemento "Terror special" n°29: "La vendetta di un fantasma - Jolly"

## Collezionismo
Collana molto collezionata, visto il grande successo riscosso nell'arco degli anni.
Molto ricercato il numero 1 " i morti viventi".